# Laughter Chilembe
Laughter Chilembe (ur. 25 listopada 1975) – piłkarz zambijski grający na pozycji obrońcy.

## Kariera klubowa
Karierę piłkarską Chilembe rozpoczął w klubie Nchanga Rangers z miasta Chingola. W 1995 roku zadebiutował w jego barwach w zambijskiej Premier League. Grał w nim do 2003 roku. W 1998 roku wywalczył z nim swoje pierwsze w karierze mistrzostwo kraju.
W 2004 roku Chilembe został piłkarzem zimbabwejskiego klubu CAPS United Harare. W zimbabwejskiej Premier League grał przez dwa lata. W 2006 roku wrócił do Zambii, do Nchangi Rangers. W 2008 roku przeszedł do Power Dynamos z miasta Kitwe. W 2009 roku wywalczył z nim Puchar Dobroczynności. W latach 2012–2016 występował w NAPSA Stars FC. W 2012 roku zdobył z nim Puchar Zambii.

## Kariera reprezentacyjna
W reprezentacji Zambii Chilembe zadebiutował 24 stycznia 1999 roku w wygranym 2:1 meczu kwalifikacji do Pucharu Narodów Afryki z Madagaskarem, rozegranym w Antananarywie. W swojej karierze dwukrotnie był powoływany do kadry na Puchar Narodów Afryki.
W 2000 roku Chilembe swój pierwszy w karierze Puchar Narodów Afryki. Zagrał na nim trzykrotnie: z Egiptem (0:2), z Burkina Faso (1:1) i Senegalem (2:2), w którym strzelił gola.
W 2002 roku Chilembe był powołany do kadry na Puchar Narodów Afryki 2002. Zagrał na nim w 3 meczach: z Tunezją (0:0), z Senegalem (0:1) i z Egiptem (1:2). W kadrze narodowej grał do 2005 roku. Rozegrał w niej 45 meczów i strzelił 2 gole.